# Kelly McCreary
Kelly McCreary (* 29. září 1981 Milwaukee, Wisconsin) je americká herečka, která se proslavila rolí doktorky Maggie Pierceové, nevlastní sestry Meredith Grey, v dramatu stanice ABC Chirurgové.

## Životopis
Narodila se v Milwaukee ve Wisconsinu. V roce 2003 absolvovala na Barnard College na Kolumijské univerzitě v New Yorku. S herectvím začala již na vysoké škole, objevila se v několika divadelních hrách a reklamách.

## Kariéra
Na televizních obrazovkách se poprvé objevila na stanici PBS v seriálu Kybernetická honička. V roce 2008 si zahrála v Broadwayském produkci muzikálu Passing Strange. V roce 2010 získala hlavní roli ve filmu Perfect Harmony. Objevila se také například ve vedlejší roli v seriálu Ve službách FBI.
Po boku Roberta De Nira a Julianne Moore si v roce 2011 zahrála menší roli ve filmu V tátově stínu. V roce 2012 byla obsazena hlavní roli v seriálu stanice The CW Doktorka Emily. Seriál byl však po odvysílání jedné řady zrušen.
V roce 2014 si zahrála hostující roli v seriálu tvůrkyně Shondy Rhimes Skandál a poté byla obsazená do role Maggie Pierce jejího dalšího seriálu Chirurgové.
V roce 2018 začala propůjčovat svůj hlas jedné z hlavních rolí animovaného seriálu Harvey Street Kids.

## Osobní život
V lednu 2019 bylo oznámeno, že se zasnoubila s režisérem Petem Chatmonem, se kterým se seznámila při natáčení seriálu Chirurgové. Dvojice se vzala v květnu roku 2019.

## Filmografie

### Film
| Rok  | Název                   | Role        | Poznámky            |
| ---- | ----------------------- | ----------- | ------------------- |
| 2011 | V tátově stínu          | Inez        |                     |
| 2013 | How to Follow Strangers | Claire      |                     |
| 2015 | Baby, Baby, Baby        | Jo          |                     |
| 2015 | Life                    | Eartha Kitt |                     |
| 2017 | The Middlegame          | Eva         | krátkometrážní film |
| 2019 | A Cohort of Guests      | Jasmine     | krátkometrážní film |

### Televize
| Rok        | Název                     | Role                   | Poznámky                                                |
| ---------- | ------------------------- | ---------------------- | ------------------------------------------------------- |
| 2005–2010  | Kybernetická honička      | Kelly                  | vedlejší role, 6 dílů                                   |
| 2009       | The Electric Company      | Nevěsta                | díl: „Scrambled Brains“                                 |
| 2009–2011  | Ve službách FBI           | Yvonne                 | vedlejší role, 3 díly                                   |
| 2010       | The Onion News Network    | Lacey                  | díl: „Seventeen“                                        |
| 2010       | Rubicon                   | Judith                 | díl: „A Good Day's Work“                                |
| 2012       | I Just Want My Pants Back | Kerry                  | díl: „Baby Monkeys“                                     |
| 2012–2013  | Doktorka Emily            | Tyra Dupre             | hlavní role, 13 dílů                                    |
| 2012       | My America                |                        | díl: „Hit and Run“                                      |
| 2013–2014  | Skandál                   | Clare Tucker           | díly: „YOLO “ a „The Fluffer“                           |
| 2014       | Castle na zabití          | Kelly Jane             | díl: „Středem pozornosti“                               |
| 2014–dosud | Chirurgové                | Dr. Maggie Pierce      | hostující role (10. řada), hlavní role (11. řady–dosud) |
| 2018–2020  | Harvey Street Kids        | Dot / Cheevanka (hlas) | hlavní role, 52 dílů                                    |
| 2018–dosud | Stanice 19                | Dr. Maggie Pierce      | 2 díly                                                  |

### Internet
| Rok  | Název                  | Role              | Poznámky     |
| ---- | ---------------------- | ----------------- | ------------ |
| 2018 | Grey's Anatomy: B-Team | Dr. Maggie Pierce | díl: „Three“ |